# Hans-Jürgen Kotzur
Hans-Jürgen Kotzur (* 13. Oktober 1946 in Sonneberg) ist ein deutscher Kunsthistoriker und Denkmalpfleger.

## Leben
Hans-Jürgen Kotzur verbrachte seine Kindheit und Jugend in Pirmasens und besuchte das dortige Altsprachliche Gymnasium. Sein Vater war Jurist und als Richter am Amtsgericht tätig. Studium der Kunstgeschichte, Archäologie und Soziologie in Heidelberg. Im Jahr 1977 wurde er in Heidelberg mit einer Arbeit über Leben und Werk des bayrischen Architekten August von Voit promoviert. Noch vor der Promotion ging Kotzur an die Universität Mainz und wurde wissenschaftlicher Assistent von Friedhelm Fischer am Kunsthistorischen Institut.
Von 1978 bis 1979 tätig in der kirchlichen Denkmalpflege des Bistums Trier. Von 1979 bis 1988 arbeitete er als kirchlicher Konservator und Leiter der Abteilung Denkmalpflege und Kunst im Baudezernat des Bistums Limburg; dazu verantwortlich für die Konzeption und den Aufbau des Diözesanmuseums in Limburg und des Dommuseums in Frankfurt. Mitarbeiter bei der Restaurierung des Limburger und des Frankfurter Domes sowie Leitung und Betreuung von über 130 Kirchenrenovierungen.
Anfang April 1988 wechselte Kotzur als Diözesankonservator des Bistums Mainz und Direktor des Bischöflichen Dom- und Diözesanmuseums nach Mainz. Im Jahr 2000 wurde er zum Domkonservator ernannt. In der Zeit bis zu seiner Pensionierung 2011 hat Kotzur ca. 180 Kirchenrenovierungen denkmalpflegerisch betreut und auch maßgeblich zur Planung und Durchführung der aktuellen Renovierung des Mainzer Doms beigetragen. Als Museumsdirektor trieb er den Ausbau und die Erweiterung des Dommuseums systematisch voran.
Er verantwortete 16 Sonderausstellungen, darunter Hildegard von Bingen (1998) und Kein Krieg ist heilig – Die Kreuzzüge (2004). Die Zusammenarbeit mit anderen Museumsinstitutionen führte zu einer Reihe In- und Auslandsausstellungen, darunter die Salierschau in Speyer 1992 und Europas Mitte um 1000 in Budapest im Jahr 2000.
Kotzur war Vorstandsmitglied des internationalen Arbeitskreises Kirchlicher Museen und Schatzkammern, der Dombauvereine Mainz und Worms, der Adolf-Gerhard-Stiftung Mainz, sowie Mitglied des Arbeitskreises der historischen Museen, des Denkmalrates Rheinland-Pfalz, der internationalen Vereinigung der Dombaumeister und des wissenschaftlichen Beirats des Speyerer Doms.
Von 1998 bis 1999 hielt er als Honorarprofessor an der Technischen Universität Kaiserslautern Vorlesungen in Kunstgeschichte; von 2011 bis 2013 fungierte er als Kurator am Weltkulturerbe Speyerer Dom.
Für seine denkmalpflegerischen Arbeiten wurde Kotzur mehrfach mit verschiedenen Denkmalpreisen ausgezeichnet. 2011 verlieh ihm die Stadt Mainz als Anerkennung seiner Verdienste das Römische Kaisermedaillon der Stadt Mainz.

## Schriften (Auswahl)
- Forschungen zum Leben und Werk des Architekten August von Voit. Dissertation. Universität Heidelberg, 1978.
- Heiter bis makaber. Die Bilderwelt des Heidelberger Malers Rainer Motz, genannt Munke. Heimatmuseum Heidelberg-Rohrbach, Heidelberg-Rohrbach 2018, ISBN 978-3-921522-40-0.
- (Hrsg.): Der verschwundene Dom. Ausstellungskatalog. Schmidt, Mainz 2011, ISBN 978-3-935647-54-0.